# Signo menos comercial
El signo menos comercial es un símbolo tipográfico y matemático utilizado en documentos comerciales y financieros en algunos idiomas europeos, en contextos específicos.
En algunos documentos comerciales y financieros, especialmente en Alemania y Escandinavia, el símbolo ÷ se utilizaba para indicar resta o para denotar una cantidad negativa. El Consorcio Unicode ha asignado el punto de código U+2052 para identificar este uso de forma única, la forma exacta del símbolo mostrado depende del tipo de letra (es decir, la fuente). El símbolo también se utiliza en los márgenes de las letras para indicar un recinto, donde el punto superior a veces se reemplaza por el número correspondiente.
El alfabeto fonético urálico utiliza signos menos comerciales para indicar préstamos de un sonido.
En Finlandia, se utiliza como símbolo de una respuesta correcta (el visto, sin embargo, indica una respuesta incorrecta).

## Variante tipográfica
En Alemania, la forma fue históricamente una alternativa al glifo formal, ya que podía escribirse cómodamente en una máquina de escribir. También proporciona un medio alternativo conveniente para escribir en un teclado moderno, sin necesidad de recurrir a entrada Unicode.
En Japón, se utiliza el triángulo (ya sea △ o ▲) como signo menos comercial.